# Association universaliste unitarienne
L'Association universaliste unitarienne, ou dans sa version complète l'Association universaliste unitarienne des congrégations en Amérique du Nord, est une association religieuse libérale de congrégations unitariennes, universalistes et universalistes unitariennes formé en 1961 par le regroupement de l'American Unitarian Association et de l'Église universaliste d'Amérique.
Ces deux prédécesseurs étaient des dénominations protestantes respectivement de théologie unitarienne et universaliste. Aujourd'hui des adhérents de congrégations de l'Association Universaliste Unitarienne, à l'origine une association de congrégations de différentes théologies, considèrent qu'elle constitue une nouvelle religion distincte et intégrée, qui conserve, redéfinit et mélange les noms des deux dénominations anciennes (« Le terme "unitarien" signifie que nous croyons qu’il y a un tout formé de toutes les vies, que les principes de l’Association unitarienne universaliste appellent "toile interdépendante de toutes les existences dont nous faisons partie". Le terme Universaliste signifie l’universalité de la religion même. Les principes de l’AUU affirment que vous pouvez trouver la sagesse dans toutes les religions du monde. ») , définie comme sans credo et non limitée aux croyances chrétiennes, et affirment intégrer la sagesse d'autres religions ou philosophies comme l'athéisme, l'humanisme religieux, le bouddhisme, le judaïsme, le néopaganisme, voire une combinaison syncrétique de toutes ces spiritualités.

## Croyances
Dans un sondage en 1997, 54 % des adhérents de ses congrégations (1034 congrégations, 211 597 adhérents - adultes et écoliers du dimanche -) se considéraient, uniquement ou à la fois, « humanistes religieux », agnostiques pour 33 %, athées pour 18 %, bouddhistes pour 16,5 %, chrétiens pour 13,1 %, païens pour 13,1 % et « centrés sur la terre » pour 31 %,.
En 1966, 43 % des adhérents de ses congrégations (1119 congrégations et 276 875 adhérents - adultes et écoliers du dimanche -) se considéraient chrétiens et non-chrétiens pour 57 %.

## Congrégations

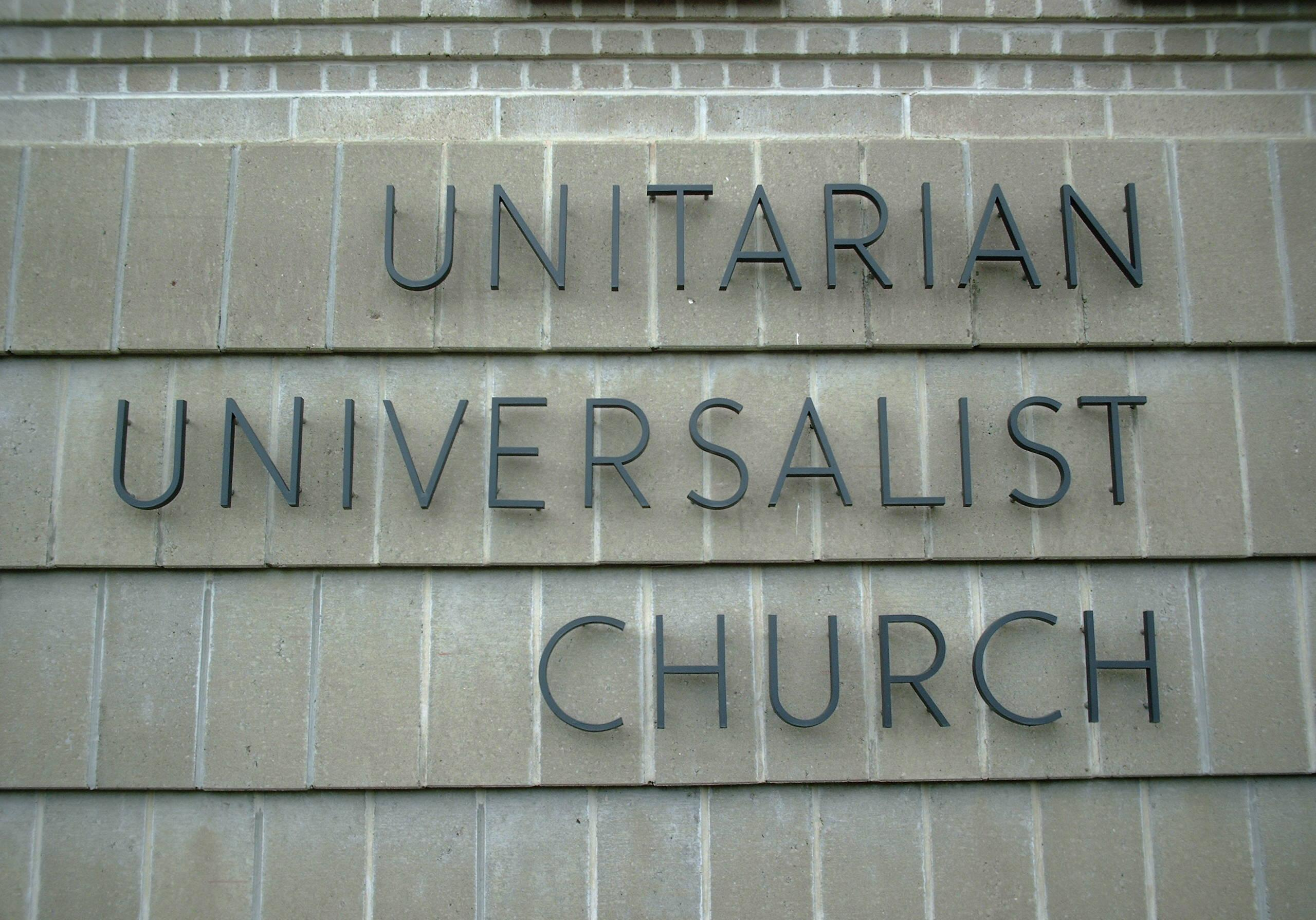
L'AUU aux États-Unis

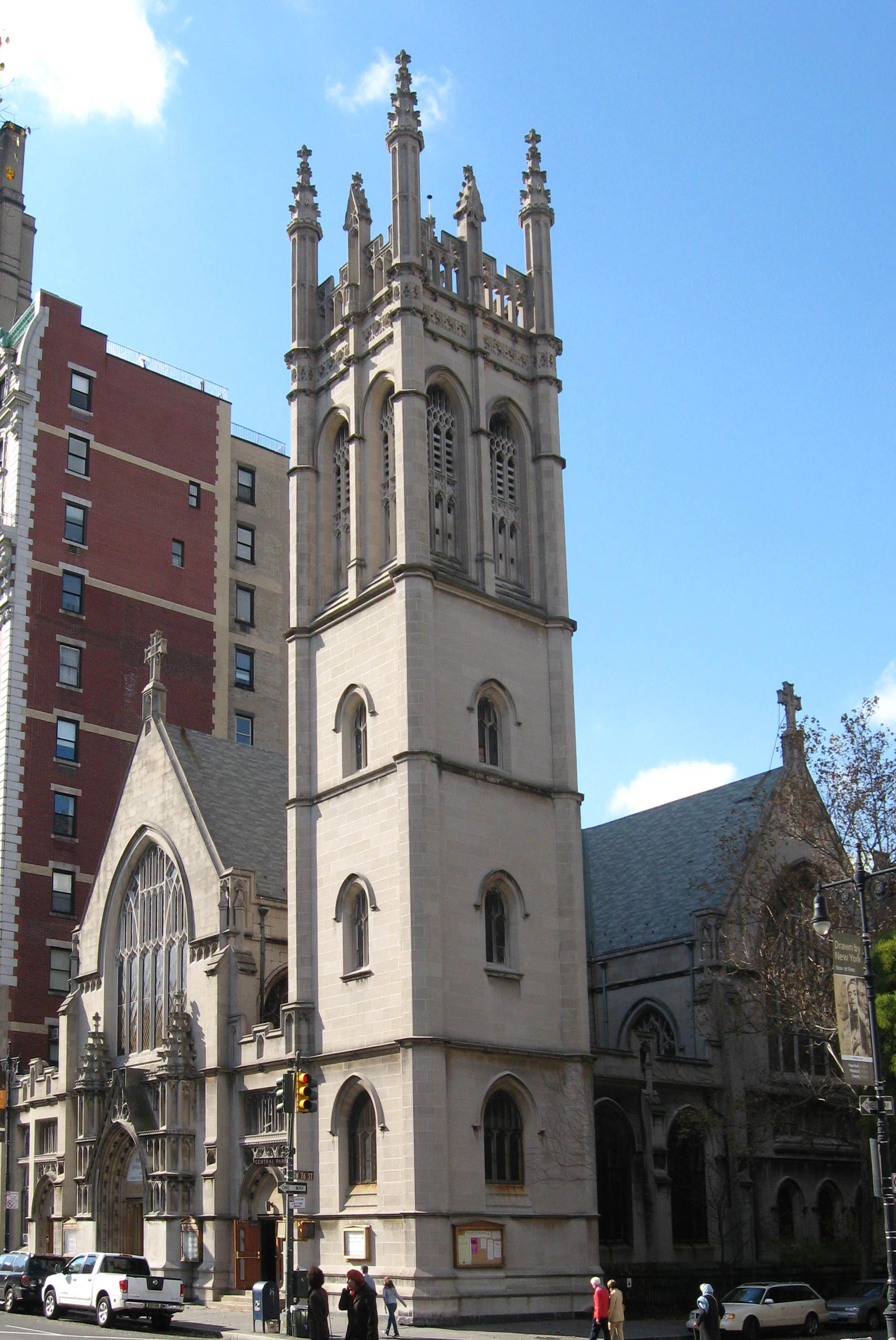
Fourth Universalist Society de New York, « la cathédrale de l'universalisme », le long de Central Park, à Manhattan.

La plupart des congrégations de l'AUU sont aux États-Unis et au Canada, mais l'AUU a également des congrégations en Australie, au Mexique, en Belgique, en Nouvelle-Zélande et aux Philippines.
Les églises chrétiennes (avec un "é" minuscule au sens de paroisses, églises locales) de l'UUA (une vingtaine sur 1 000) se réunissent au sein du CCCUUA, conseil des églises chrétiennes au sein de l'Association unitarienne universaliste.
Bien que les effectifs soit en baisse (baisse de 12 000 adhérents de 1970 à 2000), la majorité des adhérents (87,5 %) des congrégations de l'UUA sont des nouveaux venus qui ne sont pas nés dans la dénomination ou les deux dénominations précédentes (come-outers). Ceux nés dans la dénomination ou les deux dénominations précédentes (born-inners) représentent 12,5 % des adhérents.
La Church of the Larger Fellowship (CLF) est aussi membre de l'Association universaliste unitarienne, fournissant des services aux personnes qui ne peuvent pas se rendre physiquement à la congrégation du fait de la distance ou d'un manque de mobilité. Ces personnes sont généralement des militaires, prisonniers ou des personnes âgées non valides.

## Controverses avec Boy Scouts of America
Le programme religieux de l'Association universaliste unitarienne n'est plus reconnu par Boy Scouts of America depuis 1992, du fait des positions de l'Association, qui s'est prononcée explicitement contre les discriminations qui frappent les homosexuels, athées et agnostiques au sein de Boy Scouts of America ; en réaction, et dès 1993, l'Association Universaliste Unitarienne met à jour son programme Religion in Life pour y inclure des critiques directes à l'encontre de Boy Scouts of America.
Dans le cadre de ces controverses, de nombreux cercles scouts de SpiralScouts International se sont affiliés aux congrégations de l'AUU, bien que l'organisation elle-même ne soit pas officiellement rattachée à l'Association.